# District d'Oiyl
Le district d'Oiyl (kazakh : Ойыл ауданы) est un district de l’oblys d'Aktioubé au Kazakhstan.  

## Géographie
Le centre administratif du district est la ville d'Oiyl.

## Démographie
La population est de 18 914 habitants en 2013. 